# Gaidropsarus
Gaidropsarus – rodzaj morskich ryb dorszokształtnych z rodziny dorszowatych (Gadidae). Charakterystyczną cechą odróżniającą te ryby od innych dorszowatych są trzy wąsiki – jeden na podbródku i dwa przy otworach nosowych.

## Zasięg występowania
Największy ze wszystkich rodzajów dorszowatych zasięg występowania Gaidropsarus obejmuje morza otaczające Europę, wschodni Ocean Atlantycki i Ocean Spokojny.

## Klasyfikacja
Gatunki zaliczane do tego rodzaju:
| - Gaidropsarus argentatus - Gaidropsarus biscayensis - Gaidropsarus capensis - Gaidropsarus ensis – motelnica - Gaidropsarus granti - Gaidropsarus guttatus - Gaidropsarus insularum | - Gaidropsarus macrophthalmus - Gaidropsarus mediterraneus – motela śródziemnomorska - Gaidropsarus novaezealandiae - Gaidropsarus pakhorukovi - Gaidropsarus parini - Gaidropsarus vulgaris – motela trójwąsa |

Gatunki wymarłe
- †Gaidropsarus murdjadjensis[5]
- †Gaidropsarus pilleri[6]

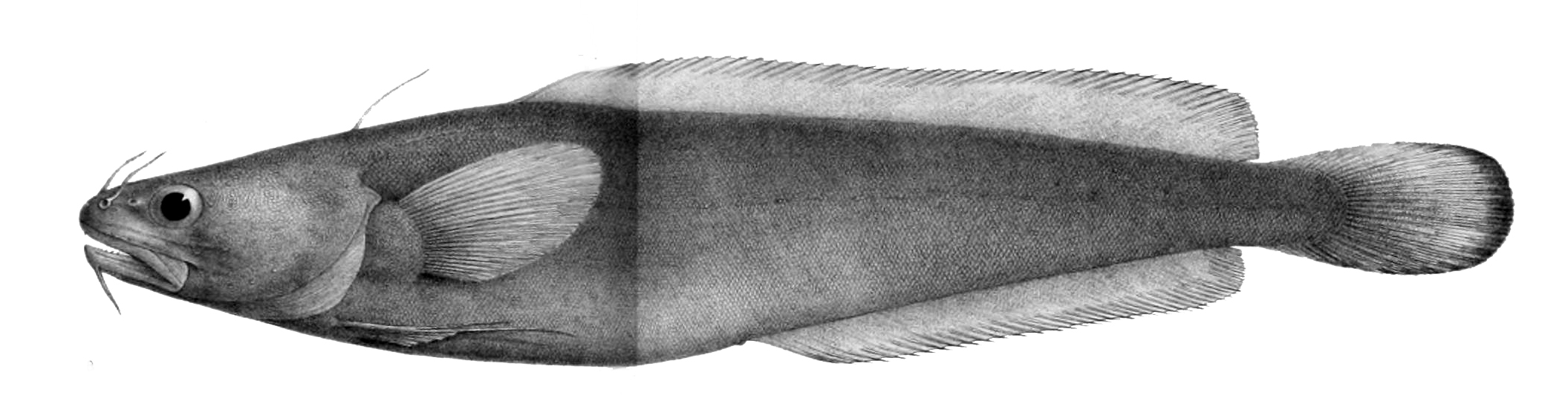
Gaidropsarus argentatus
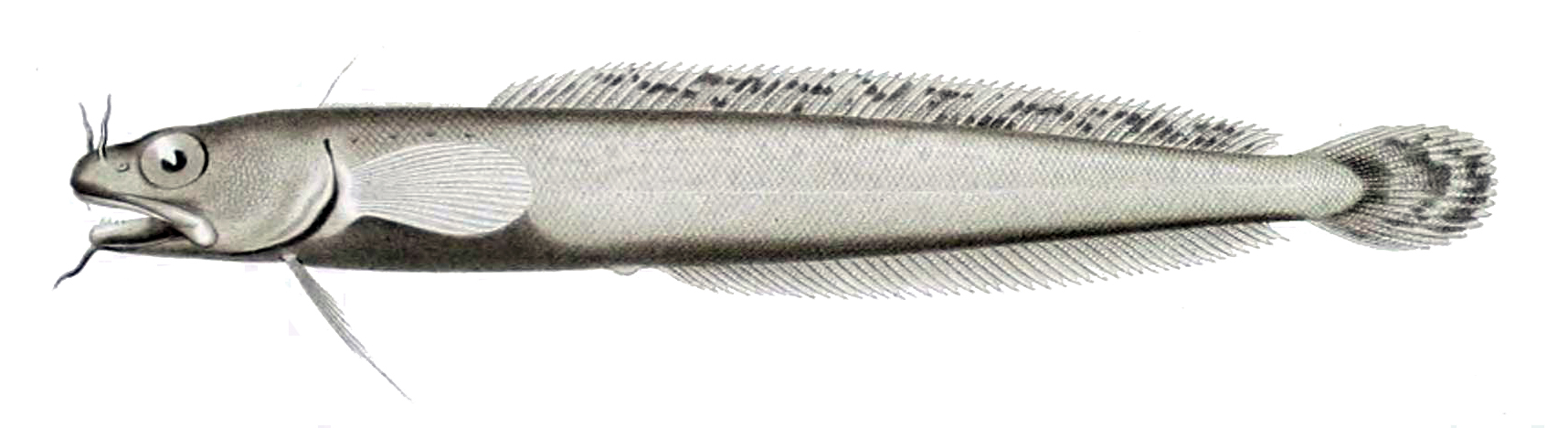
Gaidropsarus biscayensis
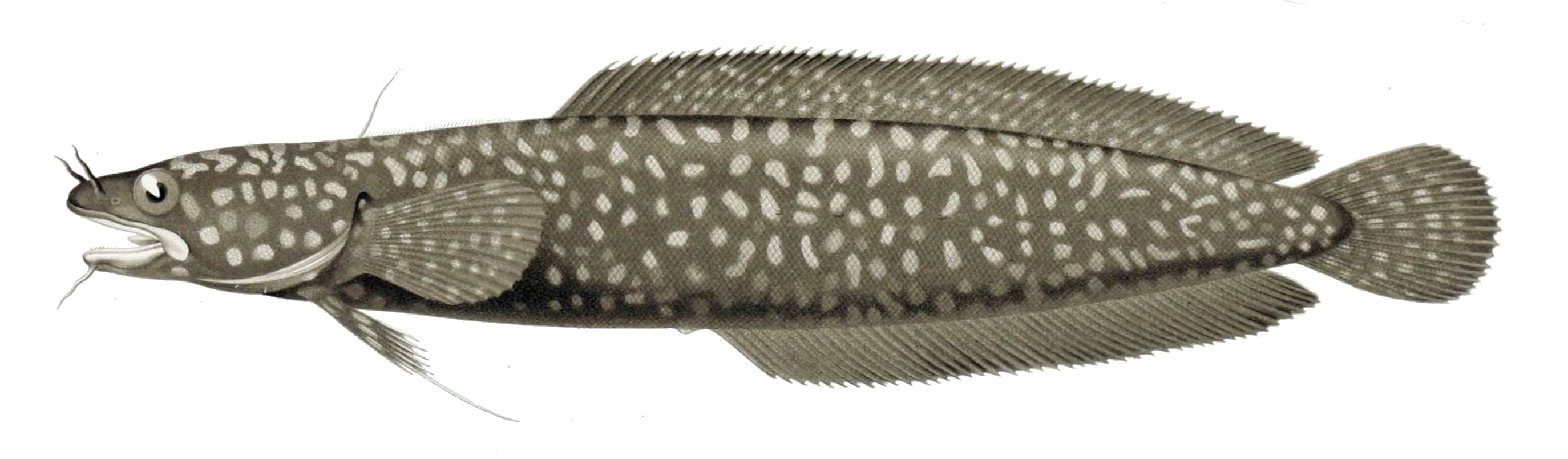
Gaidropsarus guttatus
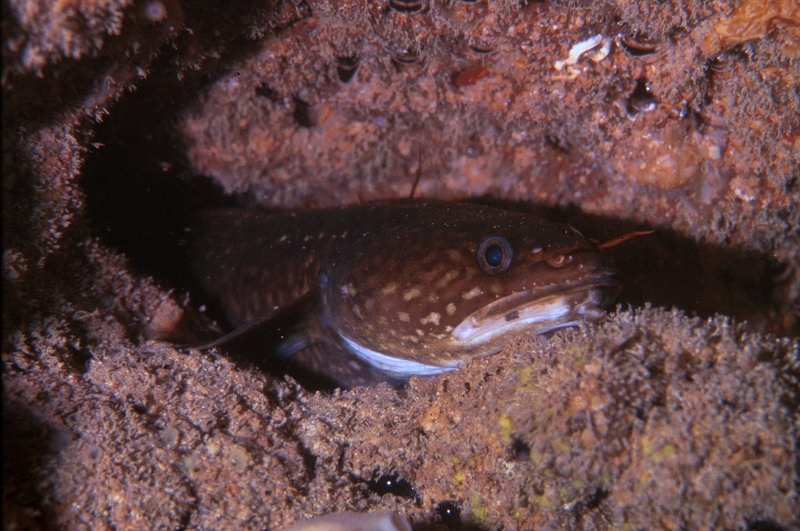
Gaidropsarus mediterraneus
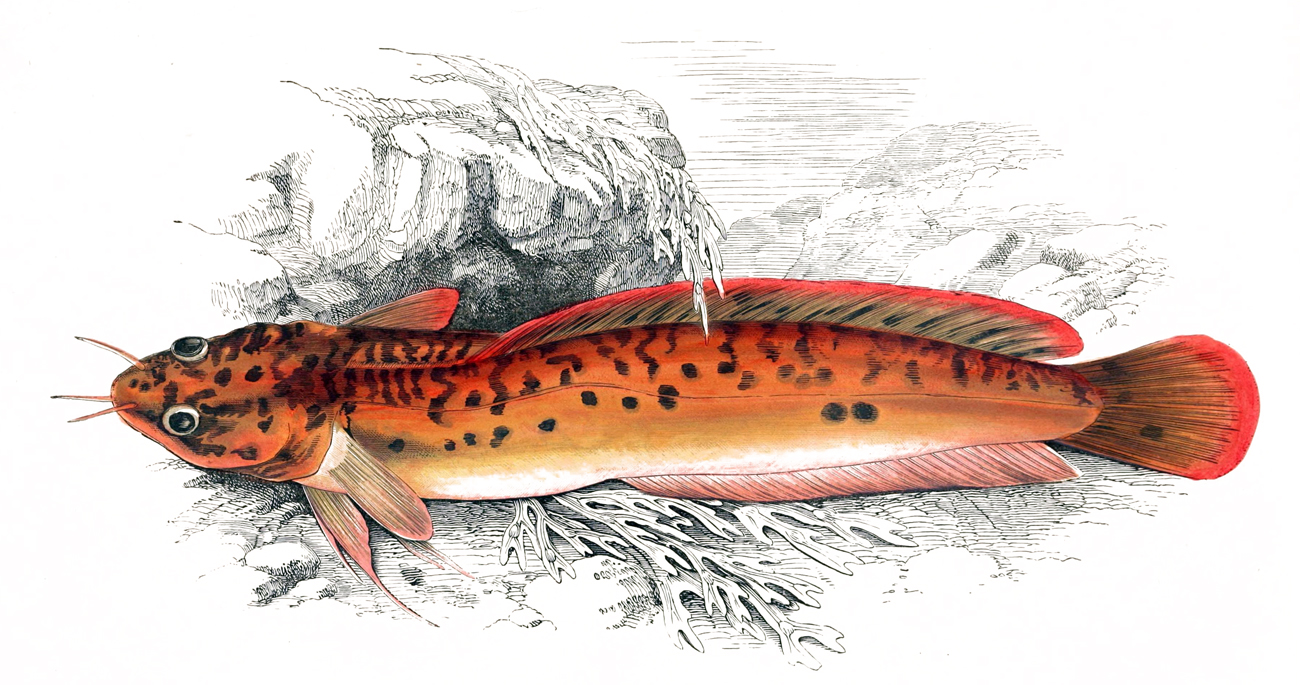
Gaidropsarus vulgaris